# 格奥尔基·斯维里多夫

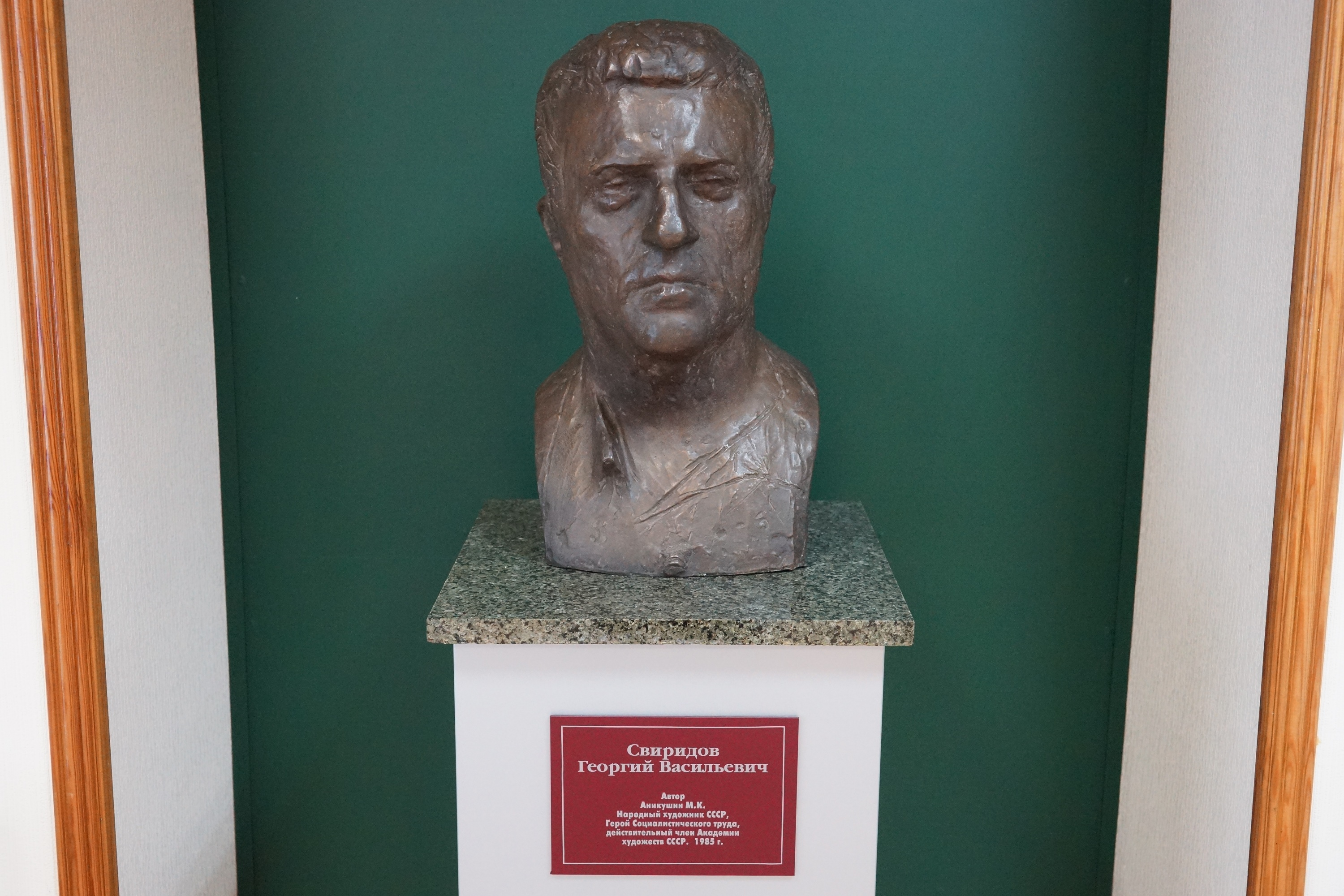
格奥尔基·斯维里多夫半身像

格奥尔基·瓦西里耶维奇·斯维里多夫（俄语：Гео́ргий Васи́льевич Свири́дов，羅馬化：Georgy Vasilyevich Sviridov，1915年12月16日—1998年1月6日），有时根据英语读法作“乔治·斯维里多夫”，苏联-俄罗斯作曲家，苏联人民艺术家。

## 生平
斯维里多夫出生于库尔斯克省法捷日，自幼深受民间音乐影响，会弹巴拉莱卡琴。后进入列宁格勒音乐学院学习，老师中包括肖斯塔科维奇。他于1946年获斯大林奖，1960年获列宁奖，1968年和1980年两度获苏联国家奖，1975年获社会主义劳动英雄称号，曾两度获颁列宁勋章。小行星4075以斯维里多夫命名。1998年在莫斯科逝世。斯维里多夫的音乐风格被认为是“新浪漫主义”，深受19世纪俄国民族乐派影响。他的主要创作领域在声乐方面，但也有若干管弦乐作品成为经典。代表作包括声乐套曲《纪念叶赛宁的诗》、《热情清唱剧》（用马雅可夫斯基诗）、電影《時間，前進！》的配樂、管弦乐组曲《暴风雪》（根据普希金同名小说所作的音乐插图）、康塔塔《库尔斯克之歌》等。

## 軼事
- 游戏《合金装备》的主题音乐被认为是“抄袭”斯维里多夫《暴风雪》中的一段《冬天之路》[3]。